# Schedorhinotermes reticulatus
Schedorhinotermes reticulatus es una especie de termita subterránea del género Schedorhinotermes, de la familia Rhinotermitidae, orden Blattodea.

## Distribución
Se distribuye por Nueva Gales del Sur, Queensland, Victoria y la parte sur y oeste de Australia.

## Taxonomía
Fue descrita por Froggatt en 1897.
Tratamiento taxonómico
La especie aparece registrada y publicada en Australian Termitidae. Part II. Proceedings of the Linnean Society of New South Wales, 21(4), 510–552.